# Campionati europei di ciclismo su strada 2023 - Gara in linea maschile Elite
La gara in linea maschile Elite dei Campionati europei di ciclismo su strada 2023 si è svolta il 24 settembre 2023 su un percorso di 199,8 km, con partenza da Assen e arrivo sul Col du VAM, nei Paesi Bassi. La vittoria è andata al francese Christophe Laporte, il quale ha completato il percorso in 4h15'50", alla media di 46,857 km/h, precedendo il belga Wout Van Aert e l'olandese Olav Kooij.
Sul traguardo del Col du VAM 87 ciclisti, dei 130 partiti da Assen, hanno portato a termine la competizione.

## Squadre e corridori partecipanti
| N.         | Cod. | Squadra     |
| ---------- | ---- | ----------- |
| 1-8        | BEL  | Belgio      |
| 9-16       | DNK  | Danimarca   |
| 17-24      | SVN  | Slovenia    |
| 25-32      | GBR  | Regno Unito |
| 33-40      | FRA  | Francia     |
| 41-48      | ESP  | Spagna      |
| 49-56      | NLD  | Paesi Bassi |
| 57-64      | ITA  | Italia      |
| 65-71; 138 | CHE  | Svizzera    |
| 72-77      | PRT  | Portogallo  |
| 78-83      | NOR  | Norvegia    |
| 84-90      | DEU  | Germania    |
| 91-92      | IRL  | Irlanda     |
| 93-95      | AUT  | Austria     |
| 96-98      | LVA  | Lettonia    |

| N.      | Cod. | Squadra            |
| ------- | ---- | ------------------ |
| 99-105  | POL  | Polonia            |
| 106-108 | CZE  | Rep. Ceca          |
| 109     | HUN  | Ungheria           |
| 110-114 | SVK  | Slovacchia         |
| 115-119 | EST  | Estonia            |
| 120-122 | ISR  | Israele            |
| 123-124 | TUR  | Turchia            |
| 125-127 | UKR  | Ucraina            |
| 128     | SRB  | Serbia             |
| 129     | LTU  | Lituania           |
| 130     | CRO  | Croazia            |
| 131-132 | KOS  | Kosovo             |
| 133-134 | ALB  | Albania            |
| 135     | MKD  | Macedonia Del Nord |
| 136     | MNE  | Montenegro         |
| 137     | ISL  | Islanda            |

## Ordine d'arrivo (Top 10)
| Pos. | Corridore          | Squadra     | Tempo    |
| ---- | ------------------ | ----------- | -------- |
| 1    | Christophe Laporte | Francia     | 4h15'50" |
| 2    | Wout Van Aert      | Belgio      | s.t.     |
| 3    | Olav Kooij         | Paesi Bassi | s.t.     |
| 4    | Arnaud De Lie      | Belgio      | s.t.     |
| 5    | Mike Teunissen     | Paesi Bassi | a 9"     |
| 6    | Rasmus Tiller      | Norvegia    | s.t.     |
| 7    | Mads Pedersen      | Danimarca   | a 13"    |
| 8    | John Degenkolb     | Germania    | a 15"    |
| 9    | Andreas Kron       | Danimarca   | a 39"    |
| 10   | Florian Sénéchal   | Francia     | a 41"    |